# Sunnyvale (Kalifornia)
Sunnyvale – miasto w Stanach Zjednoczonych, w stanie Kalifornia, na południowym brzegu zatoki San Francisco. Jedno z głównych miast tworzących Dolinę Krzemową. Według spisu powszechnego z 2000 roku miasto miało 131 760 mieszkańców.
W Sunnyvale znajdują się główne siedziby takich firm jak: Maxim IC, AMD, Lockheed Martin, NetApp, Palm, Yahoo! i Juniper Networks.